# Эрдлиц, Дик
Ричард Альфред «Дик» Эрдлиц — игрок в американский футбол, раннинбек Национальной футбольной лиги и Всеамериканской футбольной конференции (All-America Football Conference). Он играл за Филадельфия Иглз в 1942 и 1945 годах и за Майами Сихокс в 1946 году. Он играл в студенческий американский футбол и бейсбол за Нордвест.

## Карьера в колледже
Играя в студенческий американский футбол за Northwestern Wildcats, Эрдлиц заработал награды Западной конференции. Его пригласили сыграть в игре «Все звезды колледжа» в качестве стартового квотербека «Колледжа звезд» 28 августа 1942 года.
Эрдлиц также играл за «Нордвестерн Уайлдкэтс» в студенческий бейсбол.
Эрдлиц играл за «Филадельфия Иглз» в 1942 году.
В 1943 году Эрдлиц был помощником тренера в Miami Edison High School.